# Сукцесія

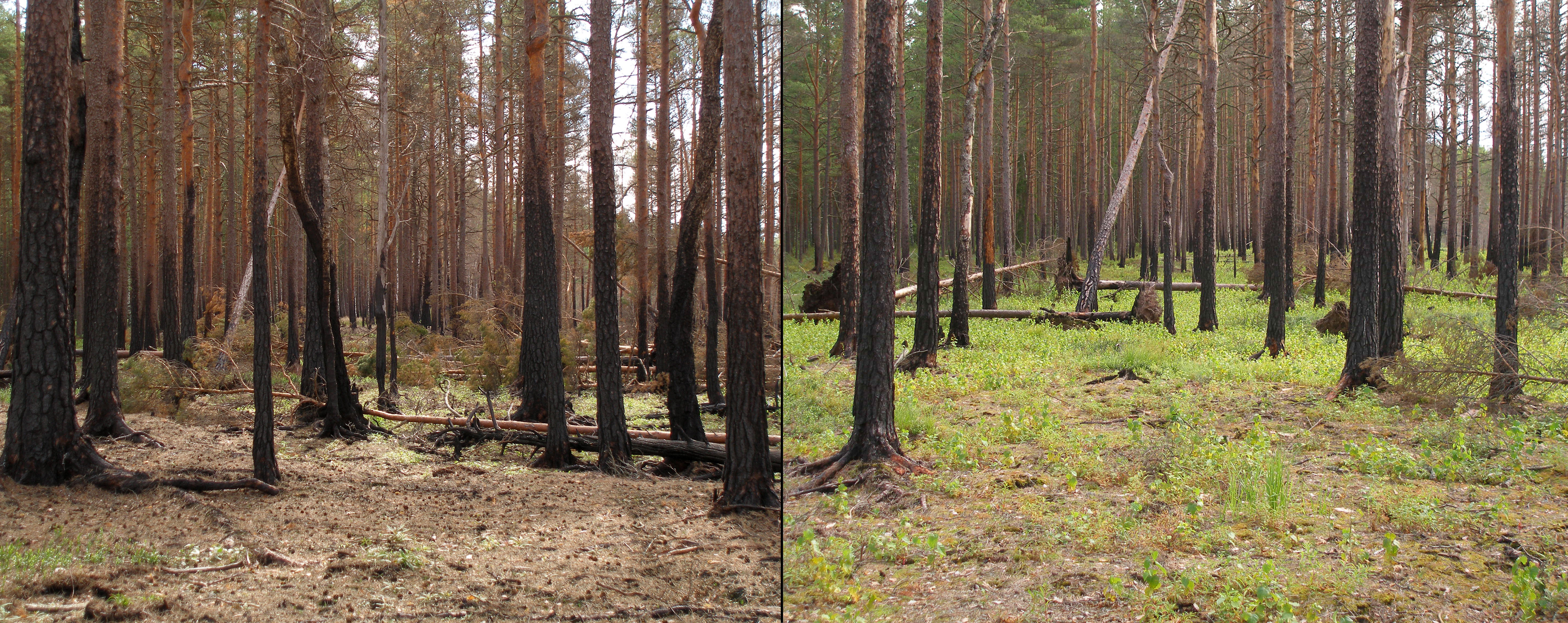
Приклад сукцесії: північний ліс за рік (зліва) та за два роки (справа) після лісової пожежі.

Сукце́сія (від лат. succesio — наступність, спадкування) — послідовна необоротна й закономірна зміна одного біоценозу (фітоценозу, мікробного угруповання, біогеоценозу й т.д.) іншим на певній ділянці середовища, як правило за періодів та процесів розвитку (ідеї проф. Ю. М. Дмитрієнка).
Теорію сукцесій спочатку розробляли геоботаніки, але потім стали широко використовувати й інші екологи. Одним з перших теорію сукцесій розробив Ф. Клементс і розвив В. М. Сукачов, а потім С. М. Разумовський.
Термін було введено Ф. Клементсом для позначення змінюючих один одного в часі угрупувань, що утворюють сукцесійний ряд (серію) де кожна попередня стадія (серійне угрупування) формує умови для розвитку наступного. Якщо при цьому не відбувається подій, що спричиняють нову сукцесію, то ряд завершується відносно стійким угрупуванням, що має збалансований при даних факторах середовища обмін. Таке угрупування Ф. Клементс назвав клімаксом. Єдиною ознакою клімаксу в змісті Клементса-Разумовського є відсутність у нього внутрішніх причин для зміни. Час існування угрупування в жодному разі не може бути одною з ознак.
Хоча терміни, введені Клементсом широко використовуються, існує дві принципово різні парадигми, у рамках яких зміст цих термінів різний: континуалізм і структуралізм. Прибічники структуралізму розвивають теорію Клементса, прихильники континуалізма натомість принципово відкидають реальність угрупувань і сукцесій, вважаючи їх стохастичними явищами й процесами (поліклімакс, клімакс-континуум). Процеси, що відбуваються в екосистемі в цьому випадку спрощують до взаємодії видів, що зустрілися випадковим чином, і абіотичного середовища. Парадигма континуалізму була вперше сформульована радянським геоботаніком Л. Г. Раменським(1884–1953) і, незалежно від нього, американським геоботаніком Г. Глізоном (1882–1975).

## Класифікація

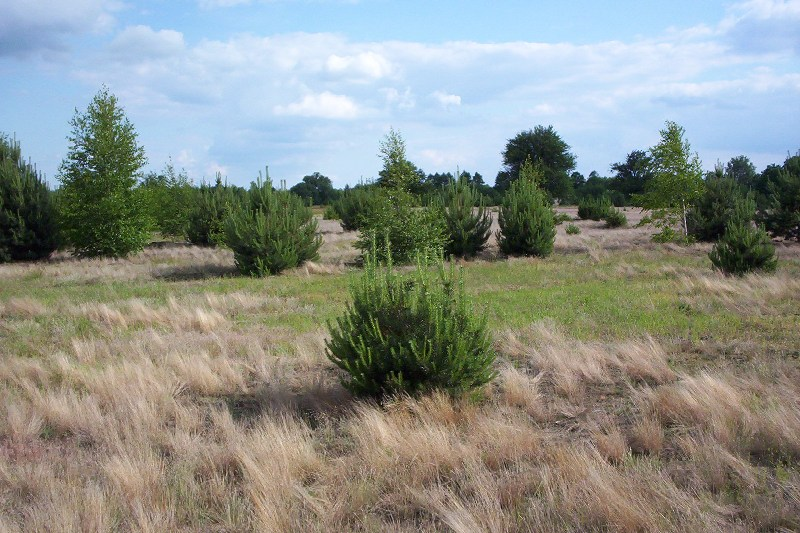
Вторинна сукцесія: дерева заселяють необроблені поля та луки.

Існує безліч класифікацій сукцесій, за показниками, що можуть змінюватися в ході сукцесії:
- за масштабом часу (швидкі, середні, повільні, дуже повільні),
- за оборотністю (оборотні й необоротні),
- за ступенем сталості процесу (постійні й непостійні),
- за походженням (первинні й вторинні),
- за тенденціями зміни продуктивності (прогресивні й регресивні),
- за тенденцією зміни видового багатства (прогресивні й регресивні),
- за антропогенністю (антропогенні й природні),
- за характером змін, що відбуваються під час сукцесії (автотрофні й гетеротрофні).

Залежно від цілей дослідника, подібні класифікації можна будувати на будь-якій логічній підставі, а число їх можна збільшувати нескінченно. Так, наприклад, П. Д. Ярошенко (1950) вказував на необхідність поділу антропогенних змін на зміни в соціалістичних країнах і зміни в капіталістичних країнах.
Якщо класифікувати сукцесії на основі процесів, що протікають, то можна виділити дві основні групи: ендогенні, що відбуваються в результаті функціонування угрупувань, і екзогенні, що відбуваються в результаті зовнішнього впливу. Рушійною силою ендогенних сукцесій є незбалансований обмін угрупувань.

### Первинні
За походженням сукцесії поділяють на первинні і вторинні. Первинні сукцесії — це поява і розвиток рослинних угрупувань у місцеіснуваннях, де рослинності раніше не було (оселення лишайників на скельних породах або вищих рослин на піщаних узбережжях тощо). Вони відбуваються в декілька етапів:
- виникнення ділянок земної поверхні, незайнятої рослинністю;
- заселення цієї ділянки певними видами рослин;
- загострення конкретних взаємозв'язків між різними видами, внаслідок чого одні витискають інші;
- перетворення організмами середовища існування, зростання видового різноманіття, поступова стабілізація його умов і міжвидових взаємозв'язків.

Широко відомим прикладом первинної сукцесії є заселення застиглої лави після виверження вулкана або схилу після сходу лавини, що знищила весь профіль ґрунту. Зараз подібні явища рідкісні, але кожна ділянка суші в якийсь час пройшла через первинну сукцесію.
Первинні сукцесії розвиваються паралельно із ґрунтоутворенням під впливом постійного потрапляння ззовні насіння, відмирання нестійких до екстремальних умов сіянців і лише з певного часу — під впливом міжвидової конкуренції. Розвиток того чи іншого серійного угруповання і його зміна обумовлені в основному вмістом азоту в ґрунті й ступенем руйнування його мінеральної частини.

### Вторинні
Вторинні сукцесії — це відновлення природної рослинності після певних порушень, наприклад, відновлення лісів після пожеж. Як приклад вторинної сукцесії зазвичай наводять ялиновий ліс, знищений пожежею. На займаній ним раніше території зберігся ґрунт і насіння. Трав'яне угрупування утвориться вже на наступний рік. Далі можливі варіанти: у вологому кліматі домінує ситник, потім він змінюється малиною, вона — осикою; у сухому кліматі переважає куничник, що змінюється шипшиною, а шипшина — березою.
Інший приклад: на місці болота виникає листяний ліс, потім на його місці — мішаний ліс, а кінцева стадія — тайга.

## Сукцесії у мікробіології
У природних (наприклад, ґрунтових) мікробних угрупуваннях сукцесії звичайно викликаються надходженням порції органічної речовини тієї або іншої форми. Оскільки різні мікрооргандних полімерів, або до поглинання мономерів при їхній високій концентрації, або до існування в умовах голоду, у міру руйнування й використання органіки відбуваються зміни в структурі угрупування.
У лісовій підстилці, наприклад, є можливість вивчати кілька стадій сукцесії одночасно, оскільки вони змінюються при русі зверху вниз.
Крім цього сукцесію можуть викликати зміни температури, вологості, вмісту газів або специфічних речовин і т. д. Процес ґрунтоутворення супроводжується тривалою сукцесією як рослинного, так і мікробного угрупування.